# Consejo de Europa
El Consejo de Europa (abr: CdE; en francés: Conseil de l'Europe, y en inglés: Council of Europe) es un organismo internacional de ámbito continental destinado a promover, mediante la cooperación de los Estados de Europa, la configuración de un espacio político y jurídico común en el continente, sustentado sobre los valores de la democracia, los derechos humanos y el imperio de la ley. 
Constituido por el Tratado de Londres el 5 de mayo de 1949, el Consejo de Europa es la más antigua de las organizaciones que persiguen los ideales de la integración europea, y es asimismo la única que integra en su seno a todos los Estados europeos, con la salvedad de Bielorrusia, Kazajistán, la Ciudad del Vaticano y Rusia; excluidos por ser sus regímenes políticos incompatibles con los principios que sustentan la pertenencia al Consejo. Así, el Consejo de Europa consta de 46 países miembros, todos los de la Europa entendida en su más amplia concepción geográfica. Ninguno de los estados europeos parcialmente reconocidos en el marco de las Naciones Unidas (Abjasia, Artsaj, Chipre del Norte, Kosovo, Osetia del Sur y Transnistria) es miembro actualmente del Consejo de Europa. Tienen el estatus de observadores la Santa Sede y cinco estados no europeos: Canadá, los Estados Unidos, Israel, Japón y México. Su pluralidad, sin embargo, no ha sido óbice para la emergencia cada vez más notoria de la Unión Europea como foro político y jurídico más relevante del proceso de integración europea.
El régimen jurídico del CdE se rige de conformidad con su Estatuto, aprobado por el Tratado fundacional de Londres, de 1949. Con el fin de alcanzar sus objetivos y desplegar adecuadamente sus atribuciones, el CdE consta de diversos órganos internos, entre los cuales una Asamblea parlamentaria, un Comité de Ministros y una Secretaría General, cuyas funciones se ejercen de manera coordinada integradas en el seno de una mecánica institucional propia, a través de la cual se conforma, se articula y se aplica la voluntad de la organización. Además, el CdE se ha venido dotando de diversos otros instrumentos institucionales autónomos, que han venido asumiendo el ejercicio de las nuevas funciones y facultades con que se ha dotado al CdE; el más relevante de estos organismos internacionales vinculados a la organización, por la trascendencia política y jurídica de su labor, es sin duda el Tribunal Europeo de Derechos Humanos.
El Consejo de Europa tiene su sede en la ciudad francesa de Estrasburgo. Coexisten en la organización dos idiomas oficiales: el inglés y el francés, sin perjuicio del uso corriente de otras tres lenguas complementarias: el alemán, el italiano y el ruso. España y Grecia, por su parte, sufragan el uso de sus respectivas lenguas, que quedan así equiparadas de hecho a las tres lenguas complementarias.

## Historia

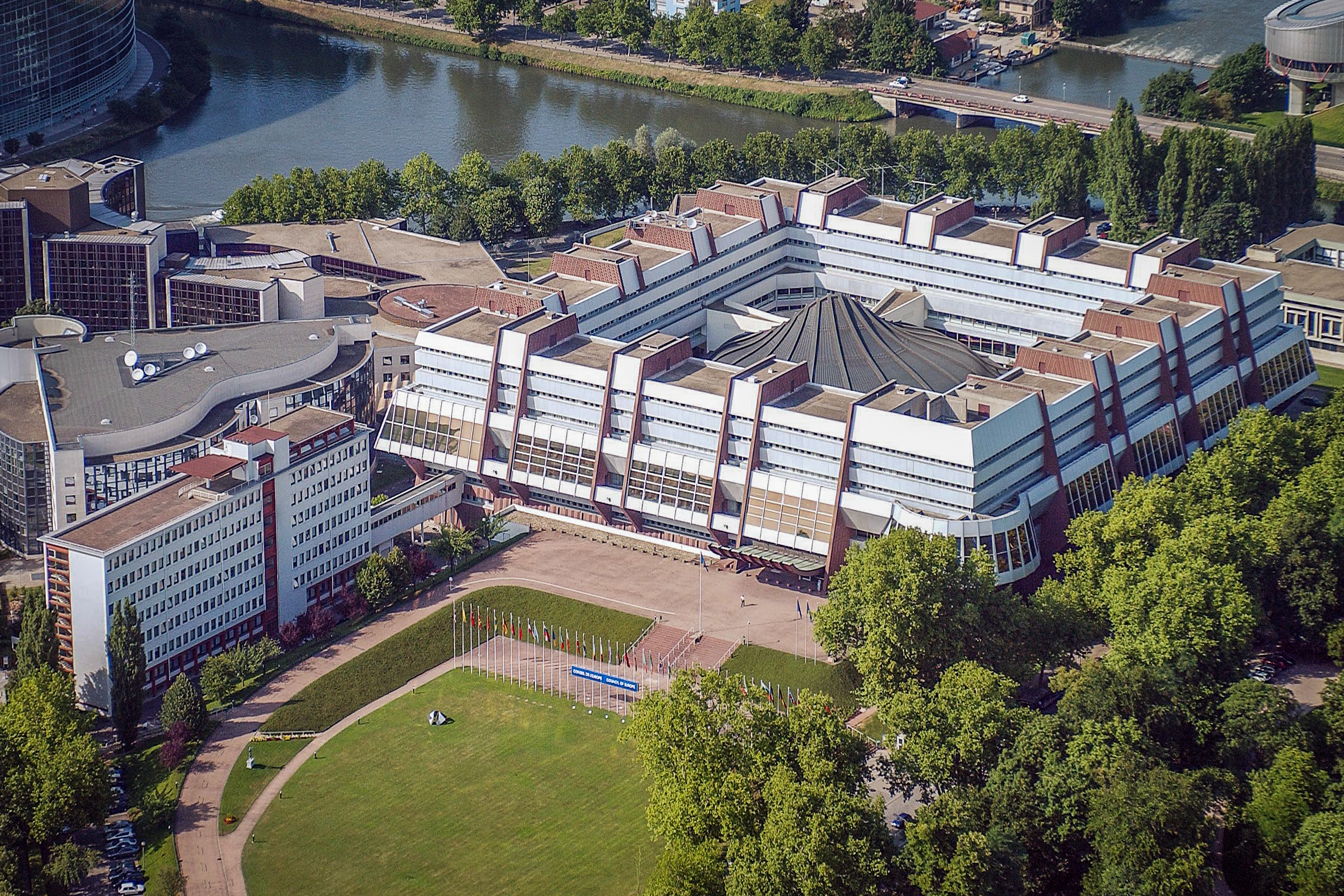
Vista aérea del palacio de Europa, sede del Consejo de Europa.

### El Congreso de La Haya
Al finalizar la Segunda Guerra Mundial en que Europa quedó profundamente arruinada, surgió la idea de que una tragedia similar no se debía repetir. Esta la expresó Winston Churchill en un discurso el 19 de septiembre de 1946 realizado en Zúrich (Suiza) con estas palabras: 

Hace falta un remedio milagroso que transforme por completo la situación y que, en unos años, cree una Europa libre y feliz, siguiendo el modelo de Suiza... Debemos construir unos Estados Unidos de Europa.

Mientras tanto los Estados Unidos establecieron en 1947 el Plan Marshall con el objetivo de recuperar la economía europea y mantener su influencia.
En aquel momento surgieron numerosos movimientos de diversas ideologías que tendieron a la unidad europea. Estas organizaciones se unirán para constituir el Comité Internacional de coordinación de movimientos para la unidad europea que organizaron el Congreso de La Haya, el 7 de mayo de 1948, el posteriormente denominado Congreso de Europa. Se reunieron más de mil delegados de una veintena de países, además de numerosos observadores. Se adoptaron una serie de resoluciones para «la creación de una unión económica y política con el fin de garantizar la seguridad, la independencia económica y el progreso social, la convocatoria de una asamblea consultiva elegida por los parlamentos, la elaboración de una carta europea de derechos humanos y de un tribunal para aplicar sus decisiones...». Sin embargo desde el inicio también surgieron los primeros conflictos entre los partidarios de una federación europea, como Francia, Bélgica e Italia, y los defensores de una cooperación intergubernamental tradicional, como el Reino Unido, Irlanda y los Países Escandinavos.
La tensión creciente entre este y oeste, separados por el denominado Telón de Acero, y marcada por el golpe de Praga y el bloqueo de Berlín precipitó la asociación real entre los Estados occidentales. Dos meses después de la celebración del Congreso de Europa, Georges Bidault, ministro de Asuntos Exteriores de Francia, invita a sus socios, en el Tratado de Bruselas que establece la Unión Occidental (Reino Unido, Benelux) y a todos aquellos que lo deseen, a seguir las propuestas de La Haya. Robert Schuman, que le sucede días más tarde, mantiene esta invitación.
Francia, con el apoyo de Bélgica representada por su primer ministro Paul Henri Spaak, desea la creación de una asamblea europea dotada de una competencia ampliada, compuesta por parlamentarios de los diferentes Estados y cuyas decisiones se adopten por mayoría de votos. Algo que fue rechazado por el Reino Unido que consideraba que esta asamblea únicamente debía tener una función consultiva. Sin embargo las negociaciones continuaron, y finalmente, el 27 y 28 de enero de 1949, los cinco ministros de Asuntos Exteriores de los países del Tratado de Bruselas, reunidos en Londres, alcanzaron un compromiso: «un Consejo de Europa compuesto de un comité ministerial que se reuniría en privado y un cuerpo consultivo cuyas reuniones serían públicas». En el acuerdo la asamblea se constituyó con naturaleza consultiva y se atribuyó el poder de decisión a un Comité de Ministros. Los miembros de la asamblea debían ser independientes de sus gobiernos y deberían tener completa libertad de voto (propuesto por los federalistas). Esta decisión fue revisada a propuesta del Reino Unido, ya que solicitó que fueran sus gobiernos quienes les designaran. Por eso a partir de 1951, los parlamentos serán los encargados de designar a estos representantes.
El tratado que constituye el Estatuto del Consejo de Europa fue firmado el 5 de mayo de 1949, en el Palacio de Saint James, en Londres, rubricado por diez estados: Bélgica, Francia, Luxemburgo, Países Bajos y Reino Unido, a los que se unen Irlanda, Italia, Dinamarca, Noruega y Suecia. Su objetivo fundamental se expresó en el capítulo I:

La finalidad del Consejo de Europa consiste en realizar una unión más estrecha entre sus miembros para salvaguardar y promover los ideales y los principios que constituyen su patrimonio común y favorecer su progreso económico y social.

Los objetivos se conseguirían mediante acuerdos en lo económico, social, cultural, científico, jurídico y administrativo y la mayor efectividad de los derechos humanos y las libertades fundamentales:

... el examen de los asuntos de interés común, la conclusión de acuerdos y la adopción de una acción conjunta en los campos económico, social, cultural, científico, jurídico y administrativo, así como la salvaguarda y la mayor efectividad de los derechos humanos y las libertades fundamentales.

 (EST.:7.8.9.5.3)

### Primeros pasos
A partir de entonces sus primeras sesiones se celebran en Estrasburgo, que se convierte en su sede permanente. Se redacta el primer gran convenio: el Convenio Europeo de Derechos Humanos, firmado en Roma el 4 de noviembre de 1950 y en vigor desde el 3 de septiembre de 1953.
Pronto se vio la necesidad de crear instituciones independientes, dotadas de poderes propios, para hacer frente a las cuestiones urgentes que surgían en el plano político y económico. Poco después de la adhesión de la República Federal de Alemania, Robert Schuman propuso a todos los países del Consejo de Europa la creación de una Comunidad Europea del Carbón y del Acero que, integrada por los Estados más partidarios de la integración, se puso en marcha al margen del Consejo de Europa. La CECA sería el primer germen de la actual Unión Europea.
Entre 1949 y 1970, ocho nuevos países, Grecia, Islandia, Turquía, Alemania, Austria, Chipre, Suiza y Malta (por este orden), se adhieren al Consejo de Europa. 
Las instituciones principales y su estructura se desarrollan en estos años. Los ministros europeos responsables de los asuntos sociales se reunieron en 1959 en Roma, siendo ésta la primera conferencia ministerial especializada y conduciendo posteriormente a la firma de la Carta Social Europea el 18 de octubre de 1961. Por otro lado, en 1960 tiene lugar la primera audiencia pública del Tribunal Europeo de Derechos Humanos. 
En 1961, se forma el Consejo de Cooperación Cultural en el que participan desde sus inicios países no miembros del Consejo de Europa, como Finlandia, que se adheriría al Consejo de Europa 28 años después. En 1964 se crea la Farmacopea Europea; y en 1967, el Centro Europeo de la Juventud.

### Posicionamiento democrático
En 1967 se produjo en Grecia el golpe de Estado de los coroneles que derrocó al gobierno electo e instauró un régimen autoritario, algo que infringió abiertamente los principios democráticos defendidos por la organización. El 12 de diciembre de 1969 el régimen de los coroneles se retiró del Consejo de Europa, anticipándose por unas horas a su expulsión. Grecia no volvió a entrar hasta cinco años más tarde, el 28 de noviembre de 1974, después de la caída de la dictadura y la restauración de la democracia. 
En el verano de 1974 se produjo la partición de Chipre tras la intervención militar turca. Se realizaron discretos esfuerzos por parte del Consejo de Europa, junto con los del secretario general de las Naciones Unidas, sin lograr ningún éxito. 
Otra crisis se produjo tras el golpe de Estado en Turquía de 1980, y unos meses después la Asamblea Parlamentaria expulsó a la delegación parlamentaria turca. La delegación turca no recuperó sus escaños hasta 1984, tras la celebración de elecciones libres.
La reintegración de Grecia marcó la desaparición de los últimos regímenes autoritarios de Europa occidental. Portugal había ingresado en la organización en 1976, dos años después de la "Revolución de los claveles", poniendo fin a 48 años de dictadura salazarista; mientras que la vecina España consiguió ingresar en el Consejo de Europa el 24 de noviembre de 1977 dos años después de la muerte del dictador Francisco Franco, siendo embajador observador ante las instituciones europeas José Luis Messía, pese a no contar el país con una constitución en vigor.
Se completó la adhesión de los países occidentales en 1994 con la de Andorra. Previamente había sido la de Finlandia en 1989, Liechtenstein en 1978 y San Marino en 1988. A partir de entonces se establecieron las bases para el acercamiento a los países de Europa Central y Oriental.
A partir de 1985  se iniciaron movimientos para introducir la democracia en Europa Central y Oriental. En enero de 1985, Hans-Dietrich Genscher, presidente del Comité de Ministros, invitó a sus colegas a participar en una sesión extraordinaria, completamente dedicada al examen de las relaciones Este-Oeste. La evolución política en varios países de la órbita soviética y en la propia URSS al llegar Mijaíl Gorbachov al poder, condujo a una resolución en abril de 1985 plasmada en la idea de una identidad cultural común europea. El Consejo de Europa mediante la Conferencia sobre la Seguridad y la Cooperación en Europa expresó la ventaja de consolidar la cooperación cultural como medio para promover una comprensión duradera entre los pueblos y los Estados. 
Los cambios fueron significativos cuando Mijaíl Gorbachov acudió al Consejo de Europa el 6 de julio de 1989 para lanzar una nueva propuesta de desarme (reducción unilateral de misiles nucleares de corto alcance), promover la idea de una casa común europea (rechazo al uso de la fuerza, renuncia a la doctrina Brézhnev, mantenimiento del socialismo...) y discutir los derechos humanos.
En mayo de 1989, la Asamblea Parlamentaria estableció, de forma selectiva para alguno de estos estados, el estatuto de invitado especial para las asambleas nacionales de los países que deseaban aplicar el Acta Final de Helsinki y los Pactos de Naciones Unidas sobre los derechos humanos. Los primeros en obtenerlo fueron las asambleas de Hungría, Polonia, URSS y Yugoslavia.
Cuatro meses después del discurso de Mijaíl Gorbachov, el 9 de noviembre de 1989, se produjo la caída del muro de Berlín. El secretario general del Consejo constató el 23 de noviembre que el Consejo de Europa es la única organización capaz de abarcar a todos los países de Europa una vez que hayan adoptado las reglas de la democracia. 
Finalmente con Hungría el 6 de noviembre de 1990 se inicia la adhesión de los estados del Este, culminando con la de Rusia el 28 de febrero de 1996.
En marzo de 2022, durante la invasión rusa de Ucrania, Rusia tramitó ante la secretaría general del Consejo de Europa su inmediato abandono del organismo, tras haber sido suspendido temporalmente en febrero de este año a causa de sus acciones militares. Con ello, Rusia se adelantó al pleno extraordinario convocado por la organización para tramitar su expulsión de la organización. Ya tras su suspenso en febrero, el expresidente ruso Dmitri Medvédev consideró la decisión como una «oportunidad» para reimponer la pena de muerte, prohibida para los Estados miembros de la organización.

### Nuevos retos
Entre las medidas para estas integraciones François Mitterrand planteó en 1992 reuniones de los jefes de Estado y de Gobierno. Se celebra la primera cumbre en Viena en octubre de 1993 en la que se identifican tres prioridades: 
- La reforma del funcionamiento del Convenio europeo de Derechos Humanos para mejorar su rapidez y eficacia.
- La protección de las minorías nacionales.
- La lucha contra la intolerancia.

Con la incorporación de la Federación Rusa integran este proyecto más de 800 millones de ciudadanos, lo que lleva a que sea más complejo e inestable, con aparición de nuevas prioridades como los problemas de la emigración, la corrupción, la obtención de la nacionalidad, la exclusión social, las minorías...
El mecanismo dual de protección de los derechos humanos se sustituye el 1 de noviembre de 1998 por un Tribunal único, que operará en el Palacio de Derechos Humanos concebido por el arquitecto británico Richard Rogers e inaugurado en junio de 1995.

## Órganos

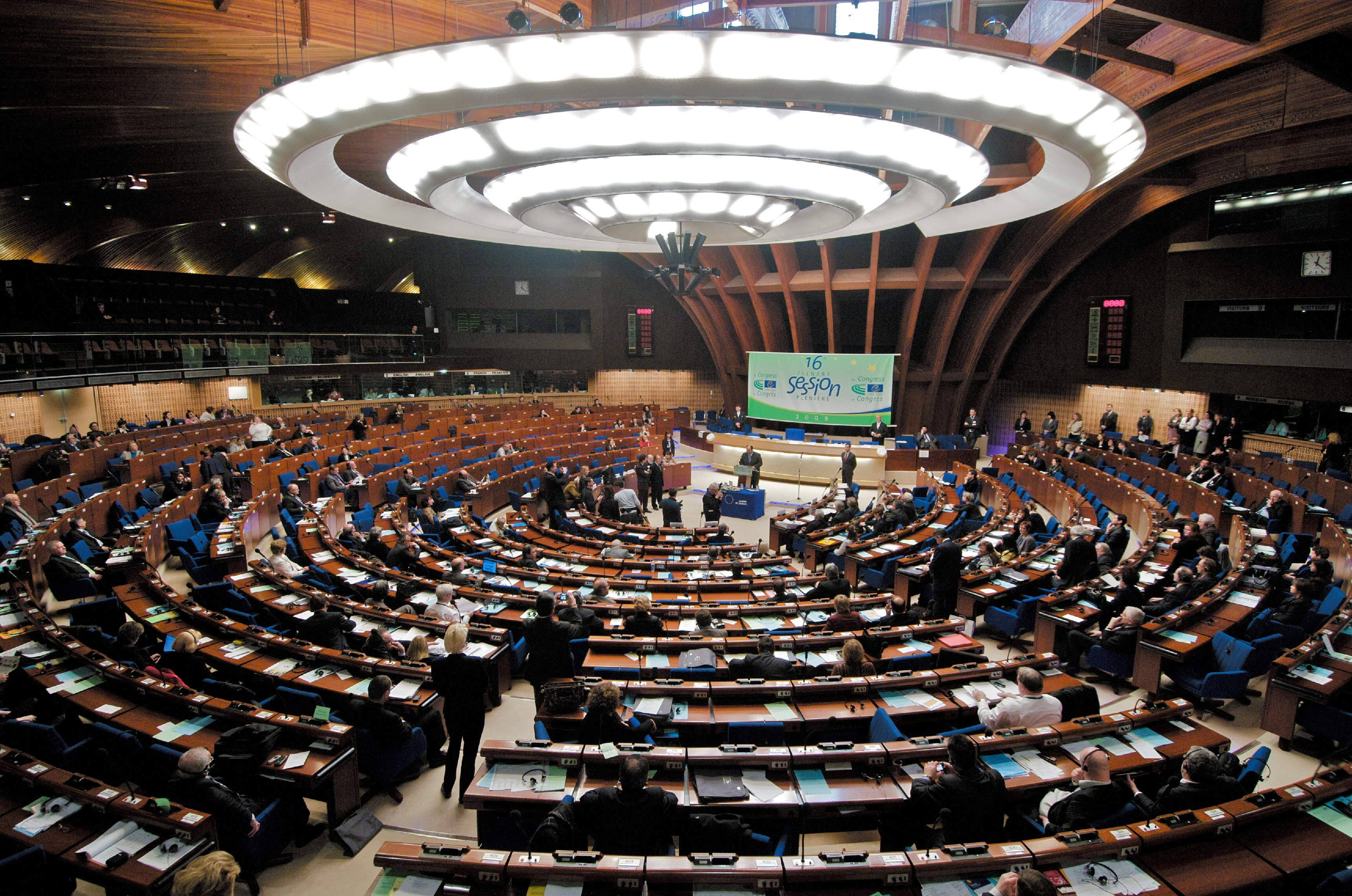
El hemiciclo parlamentario

- Secretaría General. Su secretario es elegido cada cinco años por la Asamblea Parlamentaria (APCE). El noruego Thorbjørn Jagland ocupó el puesto durante dos mandatos, entre 2009 y 2019. En 2019 lo reemplazó la croata Marija Pejčinović Burić, que acabará su mandato en septiembre de 2024, cuando comienza el mandato del suizo Alain Berset, elegido en la sesión de la APCE de junio de 2024.
- Comité de Ministros. Integra a los 46 Estados miembros representados por sus propios ministros de asuntos exteriores o por sus embajadores acreditados. La presidencia de este comité se alterna cada seis meses y se sigue el orden alfabético en inglés del estado.
- Asamblea Parlamentaria. Está compuesta de 306 miembros titulares y otros 306 suplentes elegidos por los parlamentos de los Estados miembros. El número de representantes depende de la demografía (entre 2 y 18). Se reúnen cada año (Sesión ordinaria) no excediendo un mes de duración. El presidente de esta asamblea es, desde 2024, Theodoros Rousopoulos.
- Congreso de los Poderes Locales y Regionales. Creado en 1994. Representa a las colectividades locales y regionales en el seno del Consejo de Europa. Está dividido en dos cámaras: una para los poderes locales y otra para las regiones. Tienen 306 miembros titulares y otros tantos suplentes que representan a las más de 200 000 colectividades regionales y locales de los Estados miembros. Las dos cámaras eligen un presidente, que desde 2023 es el belga Marc Cools.
- Tribunal Europeo de Derechos Humanos (TEDH). Creado por la Convención Europea de los Derechos Humanos de 1950 (Convenio de Roma). Compuesto por un número de Jueces igual al de las Altas Partes contratantes (actualmente 46), durante un periodo de 9 años no reelegibles. El Tribunal en pleno elige un presidente por un periodo de tres años reelegibles. Desde el 30 de mayo de 2025 el presidente del TEDH es el francés Matías Guyomar.
- Comisario de Derechos Humanos. Es elegido por la Asamblea Parlamentaria para un mandato no renovable de 6 años. Se encarga de promover la educación y sensibilización respecto a los derechos humanos. Puede enviar recomendaciones a los Estados miembros e informa al Comité de Ministros y a la Asamblea Parlamentaria. Ostenta este cargo desde el 1 de abril de 2024 Michael O´Flaherty.

## Miembros

Estados pertenecientes al Consejo de Europa.
Estados fundadores
Miembros posteriores
Antiguos miembros

Los Estados miembros, por orden de fecha de ingreso, son:
| Bandera                                                                   | Estado               | Fecha de ingreso         |
| ------------------------------------------------------------------------- | -------------------- | ------------------------ |
| Bandera de Bélgica · Bandera de Unión Europea                             | Bélgica              | Fundador                 |
| Bandera de Dinamarca · Bandera de Unión Europea                           | Dinamarca            | Fundador                 |
| Bandera de Francia · Bandera de Unión Europea                             | Francia              | Fundador                 |
| Bandera de Irlanda · Bandera de Unión Europea                             | Irlanda              | Fundador                 |
| Bandera de Italia · Bandera de Unión Europea                              | Italia               | Fundador                 |
| Bandera de Luxemburgo · Bandera de Unión Europea                          | Luxemburgo           | Fundador                 |
| Bandera de los Países Bajos · Bandera de Unión Europea                    | Países Bajos         | Fundador                 |
| Bandera de Noruega                                                        | Noruega              | Fundador                 |
| Bandera de Suecia · Bandera de Unión Europea                              | Suecia               | Fundador                 |
| Bandera del Reino Unido                                                   | Reino Unido          | Fundador                 |
| Bandera de Grecia · Bandera de Unión Europea                              | Grecia²              | 9 de agosto de 1949      |
| Bandera de Turquía                                                        | Turquía³             | 9 de agosto de 1949      |
| Bandera de Islandia                                                       | Islandia             | 7 de marzo de 1950       |
| Bandera de Alemania · Bandera de Unión Europea                            | Alemania⁴            | 13 de julio de 1950      |
| Bandera de Austria · Bandera de Unión Europea                             | Austria              | 16 de abril de 1956      |
| Bandera de Chipre · Bandera de Unión Europea                              | Chipre               | 24 de mayo de 1961       |
| Bandera de Suiza                                                          | Suiza                | 6 de mayo de 1963        |
| Bandera de Malta · Bandera de Unión Europea                               | Malta                | 29 de abril de 1965      |
| Bandera de Portugal · Bandera de Unión Europea                            | Portugal             | 22 de septiembre de 1976 |
| Bandera de España · Bandera de Unión Europea                              | España               | 24 de noviembre de 1977  |
| Bandera de Liechtenstein                                                  | Liechtenstein        | 23 de noviembre de 1978  |
| Bandera de San Marino                                                     | San Marino           | 16 de noviembre de 1988  |
| Bandera de Finlandia · Bandera de Unión Europea                           | Finlandia            | 5 de mayo de 1989        |
| Bandera de Hungría · Bandera de Unión Europea                             | Hungría              | 6 de noviembre de 1990   |
| Bandera de Polonia · Bandera de Unión Europea                             | Polonia              | 26 de noviembre de 1991  |
| Bandera de Bulgaria · Bandera de Unión Europea                            | Bulgaria             | 7 de mayo de 1992        |
| Bandera de Estonia · Bandera de Unión Europea                             | Estonia              | 14 de mayo de 1993       |
| Bandera de Lituania · Bandera de Unión Europea                            | Lituania             | 14 de mayo de 1993       |
| Bandera de Eslovenia · Bandera de Unión Europea                           | Eslovenia            | 14 de mayo de 1993       |
| Bandera de República Checa · Bandera de Unión Europea                     | República Checa      | 30 de junio de 1993      |
| Bandera de Eslovaquia · Bandera de Unión Europea                          | Eslovaquia           | 30 de junio de 1993      |
| Bandera de Rumania · Bandera de Unión Europea                             | Rumanía              | 7 de octubre de 1993     |
| Bandera de Andorra                                                        | Andorra              | 10 de noviembre de 1994  |
| Bandera de Letonia · Bandera de Unión Europea                             | Letonia              | 10 de febrero de 1995    |
| Bandera de Albania                                                        | Albania              | 13 de julio de 1995      |
| Bandera de Moldavia · Bandera de la Comunidad de Estados Independientes   | Moldavia             | 13 de julio de 1995      |
| Bandera de Macedonia del Norte                                            | Macedonia del Norte  | 9 de noviembre de 1995   |
| Bandera de Ucrania                                                        | Ucrania              | 9 de noviembre de 1995   |
| Bandera de Croacia · Bandera de Unión Europea                             | Croacia              | 6 de noviembre de 1996   |
| Bandera de Georgia                                                        | Georgia              | 27 de abril de 1999      |
| Bandera de Armenia · Bandera de la Comunidad de Estados Independientes    | Armenia              | 25 de enero de 2001      |
| Bandera de Azerbaiyán · Bandera de la Comunidad de Estados Independientes | Azerbaiyán           | 25 de enero de 2001      |
| Bandera de Bosnia y Herzegovina                                           | Bosnia y Herzegovina | 24 de abril de 2002      |
| Bandera de Serbia                                                         | Serbia               | 3 de abril de 2003       |
| Bandera de Mónaco                                                         | Mónaco               | 5 de octubre de 2004     |
| Bandera de Montenegro                                                     | Montenegro           | 11 de mayo de 2007       |

Los Estados candidatos a la adhesión, por orden alfabético, son:
- Bielorrusia
- Kazajistán

Los Estados expulsados son:
| Bandera de Rusia · Bandera de la Comunidad de Estados Independientes | Rusia | 15 de marzo de 2022 |

## Tratados firmados
A lo largo de su andadura, el Consejo de Europa ha promovido la ratificación entre sus miembros de más de 210 tratados internacionales relativos a materias muy diversas (derechos humanos, lucha contra el crimen, colaboración fiscal...). En su página web en inglés, en francés, en alemán y en italiano hay un listado con acceso a todos los tratados firmados.
Detalles de alguno de los tratados:
- Estatuto del Consejo de Europa (1949).
- Convención Europea de Derechos Humanos (1950).
- Carta Social Europea (1961).
- Carta Europea de las Lenguas Minoritarias o Regionales (1992).